# هوسپ امین
هوُسپ امین (ارمنی: Յովսէփ Էմին؛ انگلیسی: Joseph Emin زاده ۲ اوت ۱۷۲۶ – درگذشته ۲ اوت ۱۸۰۹) انقلابی ارمنی زاده ایران بود.

## زندگی‌نامه
هوسپ امین با نام کامل امین هوُسپ امینیان(ارمنی: Էմին Հովսեփ Էմինյան) در سال ۲ اوت ۱۷۲۶ م. (۱۱۰۵ خ) در شهر همدان چشم به جهان گشود. پدرش هوسپ امینیان در همدان به تجارت مشغول بود، خانواده خود را در همدان گذاشت و جهت تجارت به شهر کلکته، هند رفت و مقیم آنجا شد. در سال ۱۷۴۴ م. (۱۱۲۳ خ) خانواده خود را به شهر کلکته منتقل کرد. امین نیز در تجارتخانه پدرش مشغول به کار شد.

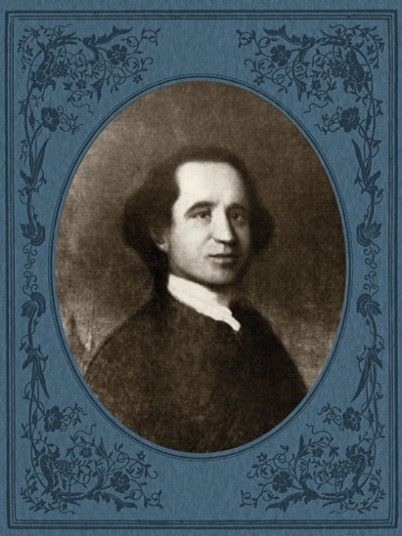

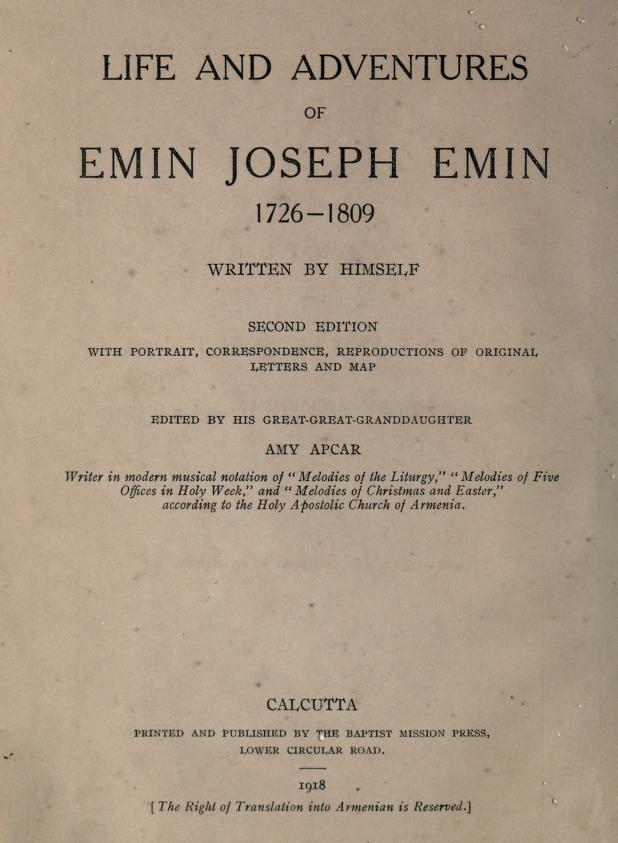

او در بندر کلکته و دیگر نقاط هند با اروپائیان آشنا و پی آموختن فرهنگ و فنون سازماندهی نظامی آنان بود. امین به این فکر افتاد که چه خوب خواهد بود اگر فرهنگ نظامی اروپائیان را آموخته و در راه آزادی از آن استفاده کند. برای رسیدن به هدف خود از سال ۱۷۴۵ تا ۱۷۵۰ م. (۱۱۲۴ تا ۱۱۲۹ خ) در مدرسه انگلیسی‌ها به تحصیل پرداخت. در سال ۱۷۵۱ م. (۱۱۳۰ خ) امین با جوانی انگلیسی آشنا و با کمک او در یک کشتی به کار مشغول شد و توسط همین کشتی به لندن رفت. امین در لندن تصادفاً با نویسنده جوان انگلیسی به نام ادموند برک آشنا شده و توسط او و چند تن از افراد با نفوذ دیگر در دانشکده نظامی سلطنتی وولویچ پذیرفته شد. سپس در جنگ هفت ساله انگلستان با فرانسه شرکت کرد تا تجربه کسب نماید.
هوسپ امین با هوش و شجاع با رشادت‌های خود استعدادش را نمایان کرد. هدف وی شروع پیکار برای آزادی ارمنستان بود. با این اهداف امین در سال ۱۷۵۸ م. (۱۱۳۷ خ) با نخست‌وزیر وقت انگلستان، ویلیام کاوندیش بنتینک پورتلند دیدار و مذاکره کرده و هدف خود را توضیح داد. اما متأسفانه مورد استقبال نخست‌وزیر واقع نشد.
امین در سال ۱۷۶۰ م. (۱۱۳۹ خ) برای رسیدن به اهداف و ادای احترام به مرکز دینی اچمیادزین به ارمنستان سفر کرد و از آنجا به لندن و سپس به مسکو رفت؛ ولی نتیجه امیدوار کننده‌ای به دست نیاورد که او را به اهدافش نزدیک کند.
وی در بهار سال ۱۷۶۳ م. (۱۱۴۲ خ) با عده‌ای از همرزمان خود به گرجستان رفته و در تفلیس با هراکلیوس دوم، پادشاه گرجستان دیدار می‌کند و هدف خود را با او در میان گذاشت؛ که این امر نه تنها مورد قبول واقع نشد بلکه دستور اخراج او از گرجستان را نیز در پی داشت.
امین در سال ۱۷۶۶ م. (۱۱۴۵ خ) عازم قره‌باغ شد. سپس یک سال بعد مجدداً به گرجستان بازگشت ولی توسط هراکلیوس دوم مجدداً از گرجستان اخراج شد. از آن پس به هند رفته و بعد از چند تجربه ناموفق در راستای اهدافش در سال ۱۷۸۳ م. (۱۱۶۲ خ) برای همیشه در آنجا ساکن شد.
امین تسلط کامل به زبان انگلیسی داشت، وی در سال ۱۷۸۸ م. (۱۱۶۷ خ) خاطرات خود را تحت عنوان «Life and Adventures of Joseph Emin, 1726-1809» به زبان انگلیسی به قلم سپرد که به عنوان اولین حرکت از این نوع در تاریخ پیکارهای آزادی‌بخش ارمنستان شناخته می‌شود. کتاب خاطرات وی در تاریخ ۱۷۹۲ م. در ۱۰۰ نسخه به چاپ رسید. چاپ دوم کتاب مزبور در سال ۱۹۱۸ م. در شهر کلکته هند انجام پذیرفت.

امین در شهر مدرس هند فعالیت‌های دیگری نیز جهت آزادی سرزمین اجدادیش انجام داد. او در این راه تمام ثروت خود را هزینه کرد ولی هیچ چیز قابل توجهی عایدش نشد. وی آخرین سال‌های عمرش را با فقر و تنگدستی سپری کرد. پس از تحمل زحمات بسیار در راه آزادی و استقلال مملکتش، عاقبت الامر آرزوی دیرینه خود را ندید و در ۲ اوت ۱۸۰۹ م. (۱۱۸۸ خ) در شهر کلکته چشم از جهان فروبست و در «کلیسای نازارت مقدس» کلکته به خاک سپرده شد. بر سنگ قبرش این جملات حک شده‌اند: 
این است قبر امین آقا فرزند هوسپ امینیان همدانی که در دوم اوت ۱۹۰۸ م. به ملکوت اعلی پیوست.